# Mindelheimer Zeitung
Die Mindelheimer Zeitung (kurz MZ) ist eine Lokalzeitung mit dem Verbreitungsgebiet der Stadt Mindelheim und des östlichen Landkreises Unterallgäu (ehemaliger Landkreis Mindelheim). Der Sitz der Zeitung ist in Mindelheim, in Augsburg wird das Blatt gedruckt. Die verkaufte Auflage beträgt 11.267 Exemplare, ein Minus von 26,1 Prozent seit 1998.

## Geschichte
Die Mindelheimer Zeitung wird seit dem Jahr 1881 in Mindelheim herausgegeben. Herausgeber ist das Verlagshaus Hans Högel, das diese Aufgabe seit fünf Generationen wahrnimmt. Seit 1951 wird die Zeitung in Kooperation mit der Augsburger Allgemeinen herausgegeben und bezieht den überregionalen Teil (Mantelteil) ebenfalls von dieser. Die MZ ist somit ein Kopfblatt.

## Auflage
Die Mindelheimer Zeitung hat wie die meisten deutschen Tageszeitungen in den vergangenen Jahren an Auflage eingebüßt. Die verkaufte Auflage ist in den vergangenen 10 Jahren um durchschnittlich 2 % pro Jahr gesunken. Im vergangenen Jahr hat sie um 3,7 % abgenommen. Sie beträgt gegenwärtig 11.267 Exemplare. Der Anteil der Abonnements an der verkauften Auflage liegt bei 87,8 Prozent.
| 1998  | 1999  | 2000  | 2001  | 2002  | 2003  | 2004  | 2005  | 2006  | 2007  | 2008  | 2009  | 2010  | 2011  | 2012  | 2013  | 2014  | 2015  | 2016  | 2017  | 2018  | 2019  | 2020  | 2021  | 2022  | 2023  | 2024  |
| ----- | ----- | ----- | ----- | ----- | ----- | ----- | ----- | ----- | ----- | ----- | ----- | ----- | ----- | ----- | ----- | ----- | ----- | ----- | ----- | ----- | ----- | ----- | ----- | ----- | ----- | ----- |
| 15245 | 15240 | 15233 | 15193 | 15086 | 14922 | 14798 | 14584 | 14506 | 14315 | 14204 | 14042 | 13879 | 13679 | 13777 | 13811 | 13731 | 13591 | 13483 | 13338 | 13098 | 12838 | 12644 | 12403 | 12060 | 11701 | 11267 |